# جيش لبنان الجنوبي
جيش لبنان الجنوبي أو جيش لحد هو ميليشيا تشكّلت بدعم من إسرائيل من أبناء القرى الجنوبية ووحدات منشقة من الجيش اللبناني. تم تأسيس هذه الميليشيا عام 1976 على يد أفراد من الجيش اللبناني في مدينة مرجعيون. وكان أغلب أعضائها من اللبنانيين المسيحيين وعدد قليل من المسلمين الذين كانت لهم مشاكل مع فصائل من المقاومة الفلسطينية التي سيطرت على جنوب لبنان في ذلك الحين.
بعد الاجتياح الإسرائيلي عام 1978 الذي عرف بعملية الليطاني توسعت منطقة سيطرة هذا التشكيل من عملاء إسرائيل بحكم السيطرة الميدانية لجيش الاحتلال. وقاتلت هذه الميليشيا أعداء إسرائيل منظمة التحرير الفلسطينية والمقاومة اللبنانية (حركة أمل والحزب الشيوعي اللبناني وحركة المرابطون) وبعد 1982 العدو الجديد حزب الله.
كان أول قائد لجيش لبنان الجنوبي الرائد سعد حداد، وبعد وفاة حداد بمرض السرطان عام 1984، خلفه أنطوان لحد. وصل عدد أفراد هذه المليشيا إلى 6000 جندي.
في إستجواب شفوي في الكنيست الإسرائيلي لوزير الدفاع الإسرائيلي آنذك إسحق رابين عام 1985، أوضح رابين أن الحكومة الإسرائيلية هي بين العوامل المساعدة لجيش لبنان الجنوبي، وأوضح أن الجنود الإسرائيليون معتادون على ركوب مركبات جيش لبنان الجنوبي.
ظلَّ أفراد جيش لبنان الجنوبي يتقاضون رواتبهم من الجيش اللبناني حتى عام 1990، فهو منظمة مستقلة أنشئت في البداية بهدف حماية المدنيين اللبنانيين من منظمة التحرير الفلسطينية. وبمرور الوقت ازدادت العلاقات مع إسرائيل قوة بدعم إسرائيل الجيش بالإمدادات. وازداد اعتماده على إسرائيل بعد عام 1990 عندما أعلنت الحكومة اللبنانية الجديدة آنذاك بأن جيش لبنان الجنوبي منظمة خارجة، وأوقفت دفع الرواتب لأعضائها. وفي ذات الفترة، شن حزب الله هجمات وكون عدد القوات الإسرائيلية في جنوب لبنان لم يكن يزيد عن بضعة مئات في ذلك الوقت، قام جيش لبنان الجنوبي بمعظم القتال عن إسرائيل. كما أدار الشؤون الإدارية المدنية في المنطقة التي تسيطر عليها إسرائيل.
في مايو من سنة 2000، انسحبت القوات الإسرائيلية من المنطقة المحتلة في جنوب لبنان طبقاً لتصريحات إيهود براك رئيس الوزراء الإسرائيلي في حملته الانتخابية في مايو 1999، وبعد إبلاغ الأمم المتحدة عن ذلك في أبريل 2000. عارضت قيادة جيش لبنان الجنوبي قرار الانسحاب أما جيش لبنان الجنوبي فقد هرب أعضاؤه إلى إسرائيل التي استقبلتهم، ونزح العديد من أفراد الجيش، وبعضهم مع أفراد عائلاتهم إلى بعض الدول الأوروبية، بينما سلّم بعضهم الآخر نفسه أو أُخذوا كمعتقلين على يد حزب الله الذي سلمهم بدوره للسلطات القضائية اللبنانية حيث تمت محاكمتهم. وفي إسرائيل تم انتقاد رئيس الوزراء الإسرائيلي إيهود باراك على خلفية أن قراره بالانسحاب دون مشاورة حلفاؤه في جيش لبنان الجنوبي أدّى إلى انهياره المتسارع والمشوش. سلاح هذه المليشيا قسم منه دُمّر وقسم منه استولى عليه حزب الله.
تُتهم هذه الميليشيا من قبل منظمات حقوقية بالتورط بأعمال تعذيب منافية لحقوق الإنسان في بعض المعتقلات الواقعة تحت سيطرتها مثل معتقل الخيام.

## عتاد جيش لبنان الجنوبي
- - دبابات تي-54
  - دبابات تي-55
  - ناقلات جنود بي تي أر-152
  - مدرعات بي تي أر-50
  - مركبات استطلاع بي أر دي إم-2
  - مدرعات إم-113
  - مدافع للقذائف الهاون
  - مدافع رشاشة